# Chuyến bay 471 của Japan Airlines
Chuyến bay 471 của Japan Airlines là một chuyến bay quốc tế từ sân bay quốc tế Don Mueang ở Bangkok, Thái Lan đến sân bay Palam (nay là sân bay quốc tế Indira Gandhi) ở New Delhi, Ấn Độ. Vào ngày 14 tháng 6 năm 1972, chiếc máy bay Douglas DC-8-53 bị rơi bên ngoài sân bay Palam, giết chết 82 trong số 87 người: 10 trong số 11 thành viên phi hành đoàn và 72 trong số 76 hành khách. 4 người trên mặt đất cũng chịu chung số phận.

## Máy bay
Douglas DC-8-53, đăng ký JA8012. Chiếc máy bay đã bị phá hủy sau vụ tai nạn.

## Hành khách và phi hành đoàn
16 người chết là người Mỹ. Nữ diễn viên người Brazil Leila Diniz cũng nằm trong số những người thiệt mạng. Hành khách Ấn Độ duy nhất trên chuyến bay này, Tiến sĩ KKP Narasinga Rao, một quan chức cấp cao của Tổ chức Lương thực và Nông nghiệp (FAO) của Liên Hợp Quốc, nằm trong số những người thiệt mạng. 72 trong số 76 hành khách thiệt mạng, cùng với 4 người trên mặt đất. 1 tiếp viên hàng không sống sót.

## Tai nạn
Chiếc DC-8 trên tuyến Bangkok-New Delhi của tuyến Tokyo-London khi vụ tai nạn xảy ra. Chuyến bay cất cánh tại sân bay quốc tế Don Mueang ở Bangkok lúc 11:21 UTC trên đường đến sân bay quốc tế Palam ở New Delhi. Vào lúc 14:43 UTC, chuyến bay đã được thông quan cho cách tiếp cận ILS vào đường băng 28. Tuy nhiên, chiếc DC-8 đã rơi xuống bờ sông Yamuna không lâu sau báo cáo 23 dặm (43 km) từ DME.

## Nguyên nhân
Nguyên nhân chính xác của vụ tai nạn vẫn còn tranh cãi. Các nhà điều tra đại diện cho Nhật Bản đã chỉ ra khả năng tín hiệu đường trượt sai gây ra vụ tai nạn. Các nhà điều tra Ấn Độ tuyên bố vụ tai nạn là do lỗi phi công, cụ thể là phi công phụ trách bỏ qua các chỉ dẫn dụng cụ và không đảm bảo tầm nhìn của đường băng. Cơ phó chịu trách nhiệm bay khi tiếp cận New Delhi.